# Corpus Hispanorum de Pace
El Corpus Hispanorum de Pace (1963-1987) es una colección monumental de ediciones de obras de pensadores españoles de la Escuela de Salamanca (o "Escuela Española de la Paz", términos equivalentes según su ideador). Se trata de autores del siglo XVI (más tarde, a su vez, algunos del siglo XVII), dentro pues de la época y el ámbito cultural del Siglo de Oro. El "Corpus" es también designado, abreviadamente, mediante las siglas "CHP". Fue creado por el prof. Luciano Pereña.
Se fundamenta en un proyecto de investigación ideado y dirigido por Luciano Pereña, publicado en Madrid, en veinticinco volúmenes, por el Consejo Superior de Investigaciones Científicas (CSIC), con algunas posteriores prolongaciones. Estaba adscrito al "Instituto de Derecho Internacional Francisco de Vitoria". durante una época en que la comunidad internacional estaba especialmente sensibilizada por los problemas de la paz y el conflicto político.
El corpus consiste principalmente en ediciones críticas bilingües latín-español, acompañadas de rigurosos estudios tanto crítico-textuales como teóricos. La colección concluye y se amplía con los índices generales. De otra parte, Pereña preparó con posterioridad un inventario de fuentes y de documentos sobre la base de los materiales de diferentes bibliotecas europeas  utilizados para la investigación, lo cual constituye el denominado "Legado Francisco de Vitoria", que se conserva en la madrileña universidad de ese nombre.